# Kallanpää
Kallanpää var en finländsk minsvepare som tjänstgjorde mellan 1942 och 1959 i den finländska marinen. Fartyget var byggt i Danmark och hade utrustning för magnetisk minsvepning. Kallanpää togs ur bruk 1959.

## Fartyg av klassen
- Ajonpää
- Kallanpää